# Eugenia flavescens
Eugenia flavescens (guapurucillo) es una especie arbórea perteneciente a la familia de las mirtáceas.

## Descripción
Es un arbolito de hasta 4 m de altura, con corteza lisa y exfoliada en láminas. Las hojas son opuestas, simples, elípticas, glabras, con puntos translúcidos, ápice y base obtusos y el borde entero. Las flores, que se hallan dispuestas en racimos paucifloros, presentan 4-5 pétalos y estambres numerosos. 

## Distribución y hábitat
Es nativa de Bolivia, crece en el bosque semicaduco y ribereño.

## Taxonomía
Eugenia flavescens fue descrita por Augustin Pyrame de Candolle y publicado en Prodromus Systematis Naturalis Regni Vegetabilis 3: 272. 1828.
Etimología
Eugenia: nombre genérico otorgado en honor del  Príncipe Eugenio de Saboya.
flavescens: epíteto latino que significa "amarillento.